# Jókai-bableves

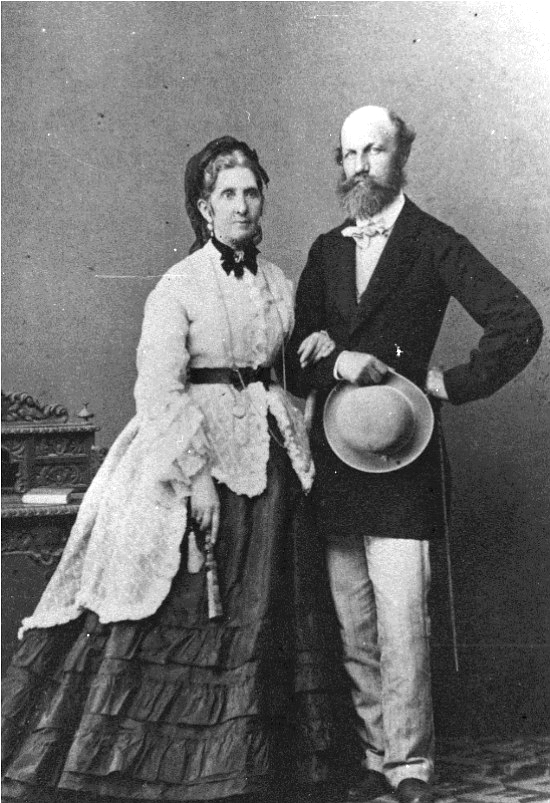
Laborfalvi Róza és Jókai Mór 1873 körül

A „babcuspájz”, – egytálétel, (eintopf) a tejfölös bableves (csülökkel, kolbásszal, csipetkével), azaz a Jókai-bableves (franciául Soupe aux haricots à la Jókai, angolul Bean Soup a la Jokai) Jókai Mór regényíró nevét őrzi. Az író kedvenc eledele volt a füstölt zsenge szopósmalac körömmel együtt főtt bableves. Jókai „reggelire legszívesebben paprikásszalonnát evett papramorgóval, s 79 éves korában a disznókörmös bablevest tartotta a legkívánatosabb eledelnek”. A „nagy mesemondó” azonban a Gundel étteremben született leves mai változatára rá sem ismerne. A róla elnevezett és híressé vált tejfölös csülkös bableves receptje "sokízű finomság" néven jelent meg Gundel Károly Kis magyar szakácskönyv című receptgyűjteményében 1937-ben.

## Története
Nemcsak abban áll a magyar szakácsművészetnek a titka, hogy egyes ételeket milyen ízlésesen tud előállítani, hanem hogyan tálalja föl egymás után úgy, hogy az elköltött étel valósággal kívánja az utána következőt, s mikor már az ember azt hiszi, hogy egészen jóllakott, akkor hoznak megint valamit, amire azt kell mondani, hogy „de már ebből eszünk!”

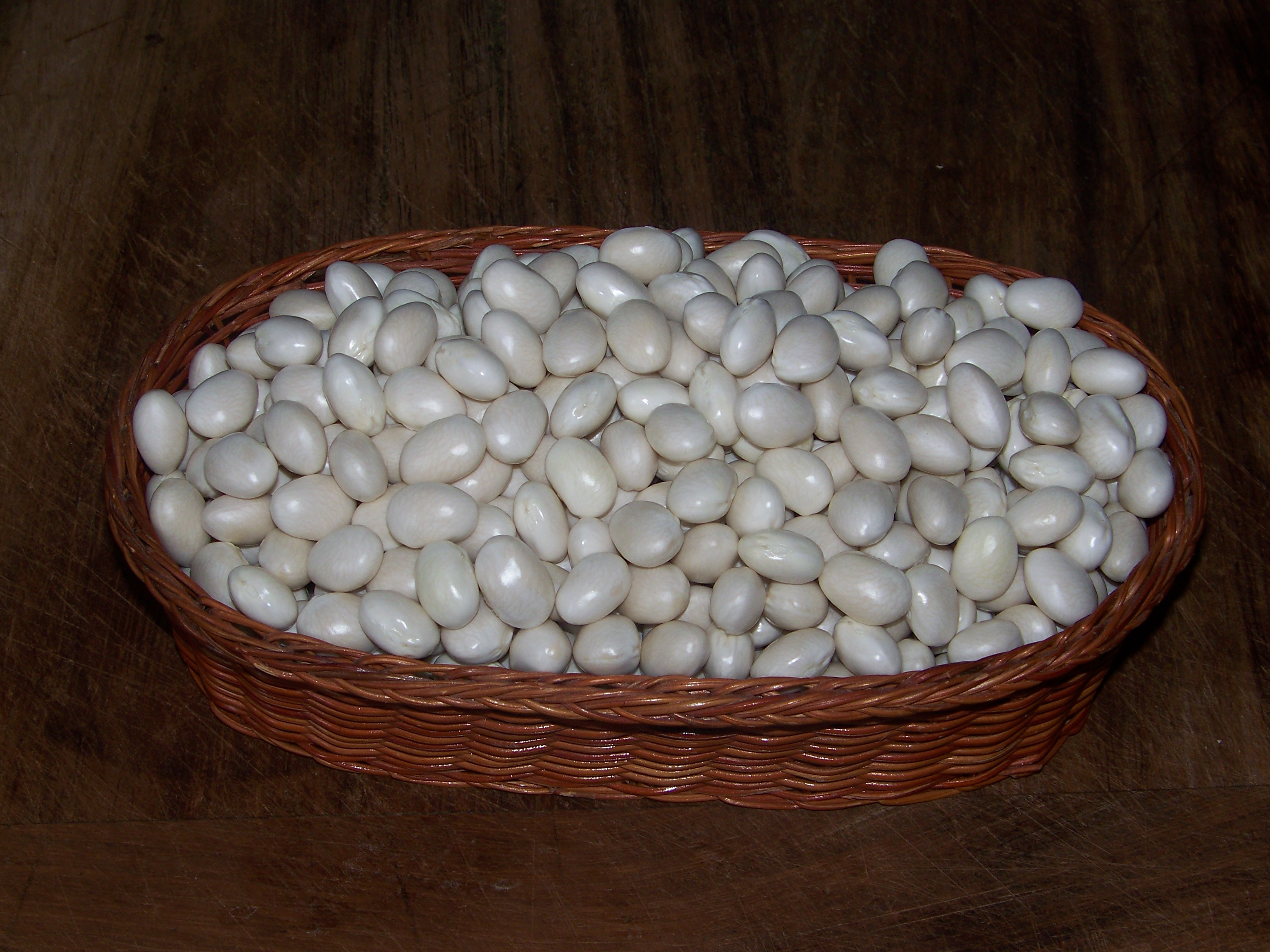
A jó bableveshez akkora nagyszemű bab kell, mint „a görög szerzetesek rózsafüzére”

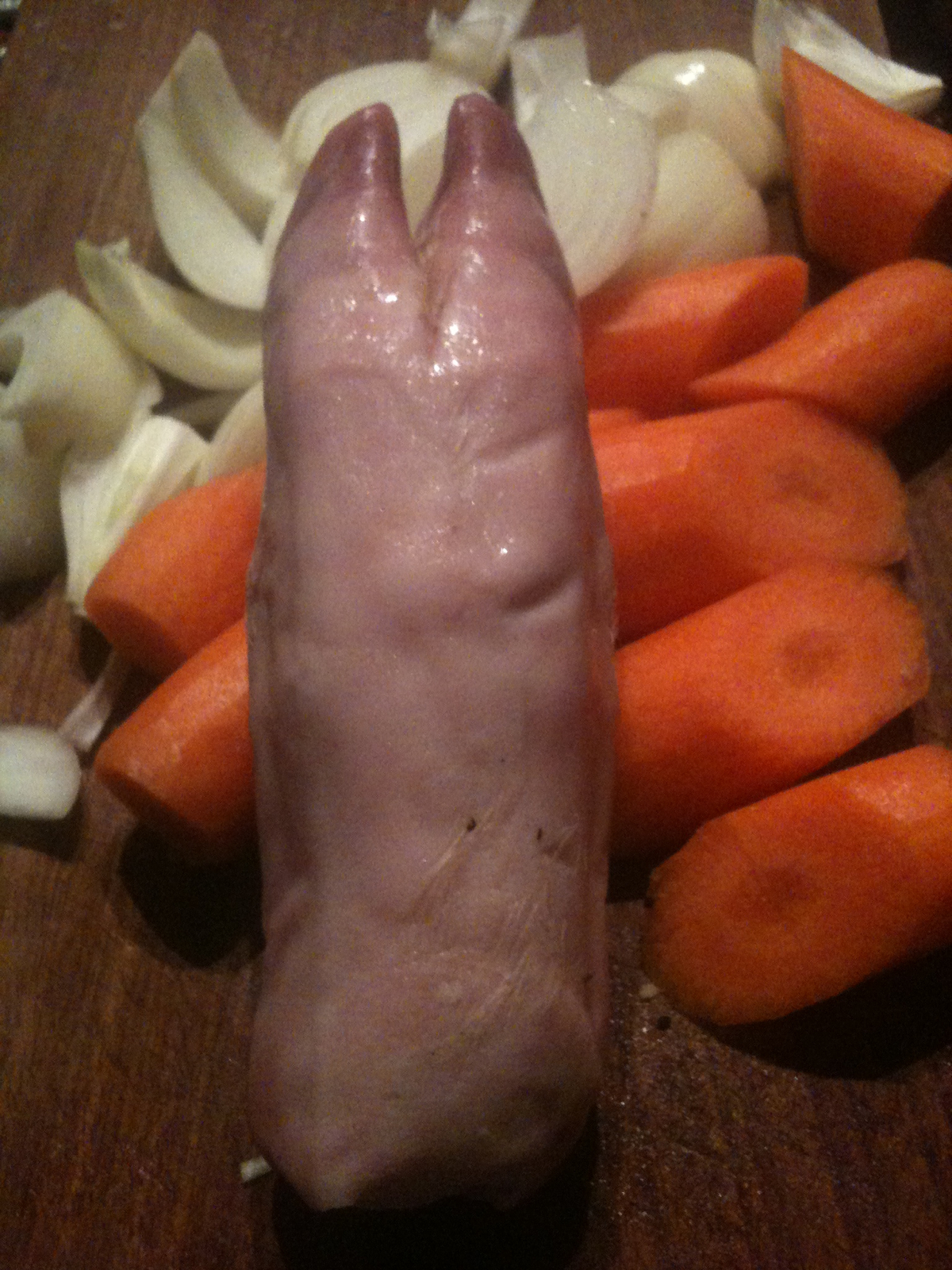
Jókai szerint a „malacköröm babba főzve” hozzávalói között a disznókörmök olyanok, mint „az angyalok lábbelije”

Az ízek kifinomult élvezőjének kedvenc ételei között első helyen állt a bableves füstölt malackörmivel (tejföl nélkül) a többi kedvenc étele (ruca vörös káposztával, pulykapaprikás, malacpörkölt, kapros-túrós lepény, tepertős pogácsa, csíramálé, czakumpakk leves) között. Az étkezésekhez mindig ivott egy pohárka ásványvízzel kevert vörösbort.
A legendák szerint Jókai Mór egyszer Balatonfüreden tartózkodva, a saját ízlése szerint főtt bablevest (nagy szemű bab malackörömmel (költői nevén görögolvasó aranybakanccsal, a malac csülkén rajtahagyták a körmöt is) rendelt, amely kedvence volt, amit édesanyja is és felesége, Laborfalvi Róza is sokszor elkészített számára. A magyar konyhát ekkoriban forradalmasította a zsíron enyhén pirított hagyma és fűszerpaprika felhasználása. A legenda más változata szerint nem is a saját ízlése szerint rendelte a "bablevest füstölt malackörmivel" a füredi vendéglőben, hanem az ott malackörömmel és paprikás rántással készült bableves annyira ízlett neki, hogy azontúl csak az úgy készült bablevest volt hajlandó megenni otthonában is. A később róla elnevezett eredeti étel, a „füstölt malacköröm babba főzve” receptje akkor még nem tartalmazott sem zöldséget, sem csipetkét, sem pedig csülköt, különlegességét a nagyszemű lóbab, a sűrű, paprikázott rántás és a levesben kocsonyássá főtt füstölt disznóköröm képezte. Jókai A kőszívű ember fiai című regényében „angyalbakancsnak” nevezte. Ennek magyarázata pedig az volt, hogy a jó bableveshez akkora nagyszemű bab kell, mint „a görög szerzetesek rózsafüzére”, mellé pedig az omlós, füstölt malacköröm illik, ami színre arany, formára pedig olyan, mint az angyalok lábbelije.
– Nos, Pál úr, mi ma az ebéd? – kérdi a hazaérkező kapitány, kardját leoldva oldaláról, s fegyvergyűjteményébe akasztva, melyet pompás antik fringiák és handzsárok egészítének ki.
Pál úr tudniillik, hogy szakács is.
Hát – „görög olvasó” – felel Pál úr karakán flegmával.
– Az jó lehet – szólt a kapitány –, s mi főtt bele?
– „Angyalbakancs.”
– Hisz az pompás eledel! Terített rám, Pál úr?
Pál úr végigméri e szóra tetőtől talpig a kérdezőt.
– Hát ma megint itthon ebédelünk?
– Ha kapunk valamit, Pál úr.
(…)
Nemsokára visszatért a gőzölgő tállal.
A „görög olvasó” paszuly volt, jó vastagon rántva, s a belefőtt „angyalbakancs” nem volt más, mint disznóláb.
A vén huszár magának készítette azt, de ha kettőjük között megoszlott, akkor is elég volt mind a kettőnek.
Richárd jó kedéllyel látott hozzá a katonás eledelhez. Evett, mintha sohasem látott volna annál jobbat.
A vén huszár ott állt a széke mögött, míg ebédel; pedig nem kellett tányért váltani, mert nem következett több fogás.
Aminthogy nagy szüret volt a Svábhegyen 1868 őszén. Cigány mulatság. A Hon, Az Igazmondó és az Üstökös válogatott cigánylegényei voltak meghíva a Jókai-villába. Ismeretesek ezek a szüretek, öreg újságírók csacsogásai nyomán. A bográcsban főtt pompás birkapörköltek, amelyeknek a majoros, Füri János a mesterük, a nyárson sült csirkék, melyek lassú tűzön lassan pirulnak, sülnek s ezalatt maga a gazda folytonosan szalonnadarabokat forgat fölöttük, hogy a rájok csöpögő zsírt föligya a csirketest. Míg ezek künn a szabad tűzön sülnek, ott bent a konyhában bableves fő disznó körmivel, egy fazékban töltött káposzta rotyog, pöfög, orrjával, dagadóval, a kemencében pedig a finom túrós, kapros lepény sül, Jókai kedvenc ételeinek, melyek mind halálosak, a legkedvesebbike.
Humoros irodalmi vonatkozású érdekesség, hogy József Attila a költő, 1926-ban Jolán nővérének küldött Párizsból írt levelében azt kéri, hogy küldjön neki csomagban bablevest csipetkével és kolbászreszelékkel.

## A mai recept kialakulása
A nemzetinek tekinthető ételeink egyike a különleges csülkös bableves magyaros rántással (hagymával, fokhagymával, fűszerpaprika őrleménnyel), csipetkével elkészítve, az idők folyamán mindig módosulva és finomodva, az éttermek étlapjain átkeresztelődött Jókai-bableves névre, s ma már ahány receptkönyv és vendéglátóhely van, éppen annyi elkészítési módja létezik. Gundel Károly korai receptje szerint például fiatal sertés körmével, fülével, farkával, belészelt füstölt kolbász karikákkal, vastagra vágott metélttel és némi leveszöldséggel készült. Gundel János, éttermének séfjei és fia Gundel Károly is néhány  híres vendég számára különleges fogásokat alkottak, amelyeket a hírességekről neveztek el és szerepeltettek az étlapon. Jókai Mór továbbfejlesztett és kifinomult bablevese mára a magyar konyha egyik legjellemzőbb fogásává vált.
A Jókai által A kőszívű ember fiai című regényében megírt huszáros bablevesbe főzött füstölt malackörmöt azonban elég nehéz egy étteremben szalonképesen megenni, ezért már Gundel Károly - aki „megszelídítette a magyar konyhát” - receptjeiben is malacköröm helyett csülök van feltüntetve, amelyben a hozzávalók: száraz tarkabab vagy friss fejtett bab, füstölt sertéscsülök, hagyma, fokhagyma, bors, őrölt pirospaprika, sárgarépa, petrezselyemgyökér, debreceni kolbász vagy füstölt kolbász, babérlevél, liszt, tojás, tejföl, ecet, hegyes zöldpaprika.
Közismert finomsága volt a füstölt malacköröm babba főzve. Egyszerű, sűrű bablevesként került Jókaiék asztalára. Nem volt benne sem zöldség, sem kolbászkarikák, még csülökdarabkák és csipedett sem. Azok mind-mind a későbbi – az ízesítés, a javítgatás, a szakácsi fortélyok és gazdagítás leleményezte – főzésekkel kerültek bele. Ízesítik, díszítik tejföllel, paprikás zsírcseppekkel. Ma már ahány receptkönyv és vendéglátóhely, annyi variációja van. A nagy mesemondó rá sem ismerne arra, amit ő írásaiban hol görögolvasó, arany vagy angyalbakancs, költői névvel emleget. Mert mint mondta, olyan nagy szemű bab kell hozzá, mint a görög szerzetesek rózsafüzérje, és az omlós füstölt malacköröm színe arany, formára meg mint az angyalok lábbelije…
| Gundel Károly vendéglős Jókai-bablevesének eredeti receptje | Gundel Károly vendéglős Jókai-bablevesének eredeti receptje |
| --- | ----------------------------------------------------------- |
| Hozzávalók: - 180 g száraz bab vagy 300 g friss, fejtett bab - 1 db füstölt sertéscsülök - 100 g sárgarépa - 80 g petrezselyemgyökér - babérlevél - fokhagyma - 150 g zöldpaprika - 70 g paradicsom - 300 g kolbász - 40 g zsír - 30 g liszt - 30 g vöröshagyma - 5 g fűszerpaprika - petrezselyem zöldje - 1,5 dl tejföl + 30 g liszt - csipetke A száraz babot jól megmossuk és előző este beáztatjuk. Fejtett bab esetén erre nincs szükség. A csülköt kb. 1,5 liter vízben vajpuhára főzzük. Másnap a karikára vágott zöldséget a főzőlé tetején megfagyott s arról villával leszedett zsíron megpirítjuk. Ha barnulni kezd, az áztatólével együtt hozzáöntjük a babot, felöntjük a füstölt ízű lével. Egy babérlevéllel, csipetnyi zúzott fokhagymával, a kis kockára vágott zöldpaprikával és paradicsommal, illetve a csülöklé sótartalmától függően kevés sóval puhára főzzük. Közben a kolbászt megsütjük, kivesszük zsírjából és vékony karikára vágjuk. Ha a bab megpuhult, a kolbászsírból és lisztből világos rántást készítünk apróra vágott vöröshagymával, az utolsó pillanatban fűszerpaprikával és petrezselyemzölddel meghintve. Ha a leves a rántással felforrt, tejföllel behabarjuk, végül csipetkét főzünk bele., majd hozzáforraljuk a kolbászkarikákat. Tálalás előtt apró kockára vágjuk a csülökhúst, rámerjük a forró levest. Ecettel, tárkonyecettel tányérján ki-ki utánízesítheti. A savanyú íz ellensúlyozására a végső ízesítéshez igen kevés porcukor is számításba jöhet az szükséges ízharmóniához. |                                                             |

A Jókai-bableves elkészítése Szakál László soltvadkerti vendéglős, gasztronómiai szakíró rekonstrukciója szerint: "Az előző nap beáztatott szárazbabot lecsurgatjuk, átmossuk és a csontlében feltesszük főni. Beletesszük a füstölt csülköt, a felkarikázott kolbászt (ezt 10 perc után kimerjük, félretesszük) és a babérlevelet. Amikor a bab puhulni kezd, hozzáadjuk a kockára vágott zöldségeket. Lassú tűzön, egyenletes forralással főzzük. Ha a csülök megpuhult, kivesszük a levesből, kicsontozzuk, kockákra vágjuk. A levest világosbarna, a hagymával, paprikával, fokhagymával ízesített fűszeres rántással besűrítjük, ha szükséges utána sózzuk. A felaprított csülköt és a kolbászt a forrásban lévő bableveshez adjuk. Forrón tálaljuk apróra vágott petrezselyemmel, tejföllel, pici ecettel ízesítve. Kínálhatjuk házilag készült csipetkével."
A balatonfüredi Koloska-völgyben a Jókai Napok részeként a Magyar Nemzeti Gasztronómiai Szövetség szervezésében minden évben megrendezik a Jókai-bableves főzőversenyt.
A Jókai-bableves népszerűségét jelzi, hogy a recept több részletéről folynak viták. A hozzávalók közül a Debreceni kolbász használata, a bab fajtája és a zöldségek felaprításának módja is a polémiák tárgya.